# 1. Staatsgymnasium Riga
Das 1. Staatsgymnasium Riga (lettisch Rīgas Valsts 1. ģimnāzija, Abkürzung und Hashtag RV1G) ist das älteste Gymnasium in Riga und den baltischen Staaten.

## Geschichte
Das 1. Staatsgymnasium führt seine Tradition zurück auf die 1211 vom Bischof Albert von Buxthoeven gegründete Domschule am Dom zu Riga.
Die Schule wurde mit der Einführung der Reformation 1527/28 unter dem Superintendenten und Rektor Jacob Battus († 1545) in eine städtische lutherische Gelehrtenschule umgewandelt. Mit ihr wurde 1631 ein Akademisches Gymnasium vereinigt, das für einige Fächer die in Livland fehlende Universität ersetzte. Dieses akademische Gymnasium wurde im Russisch-schwedischen Krieg bei der Belagerung Rigas durch russische Truppen 1656 vernichtet. Viele Lehrer und Schüler starben an der durch die Soldaten eingeschleppten Pest. Von den beiden übriggebliebenen Professoren wurde der eine Ratsherr, der andere Prediger. Während die Domschule ohne Unterbrechung weiter geführt wurde, gelang es erst 1677, das akademische Gymnasium wieder aufzurichten. Dieses hielt sich bis 1710, wo abermals infolge einer russischen Belagerung und der Großen Pest alle Professoren bis auf einen und alle Lehrer ebenfalls bis auf einen starben. Die beiden Überlebenden führen zwar die Domschule als Gymnasium weiter, das akademische Gymnasium aber war für immer vernichtet.
Kurz vor der Wiederherstellung des Gymnasiums wurde 1675 durch Karl XI. (Schweden) ein zweites Gymnasium in Riga gestiftet (unter dem Namen Schola Carolina), welches nachher den Namen Lyceum annahm, aber nach kurzem Bestehen 1710 ebenfalls einging. Erst 1733, nach 23-jähriger Unterbrechung, wurde diese Lehranstalt durch Anna (Russland) als Lyceum Imperatorium wiederhergestellt. Dieses wurde 1804 in das Gouvernements-Gymnasium des Gouvernements Livland umgewandelt. Ab 1890 führte es den Namen Nicolai-Gymnasium. 1919 wurde daraus das staatliche Technikum (Rīgas Valsts tehnikums), die heutige Technische Universität Riga.

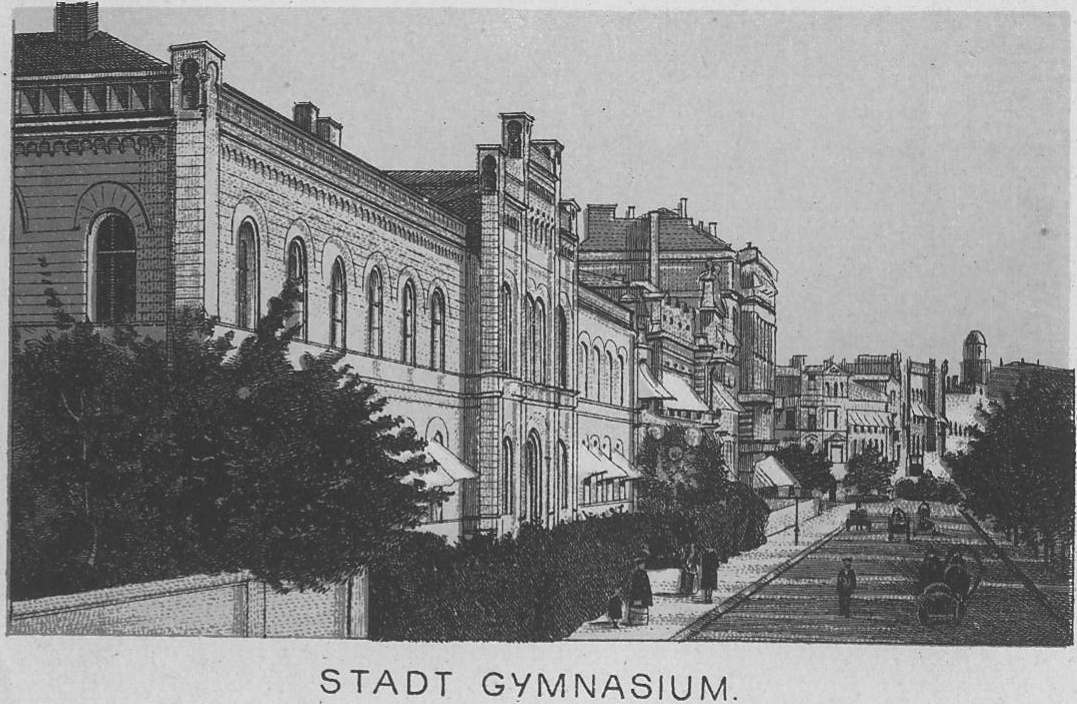
Stadtgymnasium um 1900

Von 1764 bis 1769 war Johann Gottfried Herder an der Domschule tätig. Mit der Umwandlung des Rigaer Lyceums in das Gouvernementsgymnasium 1804 verlor die Domschule vorübergehend den Charakter eines Gymnasiums. Sie wurde in eine höhere Kreisschule umgestaltet, die auf den Besuch des Gouvernementsgymnasiums vorbereitete. Als steigende Schülerzahlen ein zweites Gymnasium in Riga notwendig machten, wurde die Domschule zunächst 1860 ein Realgymnasium, aus dem 1873 das humanistische Stadt-Gymnasium mit einer Real-Abteilung hervorging. Anfang 1868 konnte das nach Plänen von Johann Daniel Felsko erbaute und bis heute genutzte Gebäude bezogen werden.
Bis 1892 war die Schule im Wesentlichen deutschsprachig. Seit 1781 gab es Unterricht in Russisch, ab 1881 im Rahmen der zunehmenden Russifizierung der Ostseeprovinzen wurde der Unterricht auf Russisch auf andere Fächer ausgedehnt, bis es 1892 mit dem Verbot des Unterrichts auf Deutsch vollständig Unterrichtssprache wurde. Fakultativen Unterricht in Lettischer Sprache gab es erst seit 1896.
Nach Gründung der unabhängigen Republik Lettland wurde die Schule 1920 in eine lettische Schule umgewandelt. Erstmals war Lettisch Unterrichtssprache. Parallel dazu entstanden als deutschsprachige Schulen das Klassische Gymnasium, das bis 1939 bestand, und das Städtische Deutsche Gymnasium.
In der Zeit der sowjetischen Besatzung trug die Schule, nun Sekundarschule Nr. 1, den Namen des Revolutionärs Leons Paegle (1890–1926).
1996 erhielt die Schule den Status eines staatlichen Gymnasiums und ihren heutigen Namen.

## Schulprofil
Die Schule ist traditionell stark in den Naturwissenschaften, Mathematik und Informatik. Alle Unterrichtsprogramme haben den Schwerpunkt Mathematik. Im Unterrichtsprogramm der Oberstufe kann noch ein zusätzlicher Schwerpunkt gewählt werden. Neben Englisch (als erster Fremdsprache) kann als zweite Fremdsprache zwischen Russisch, Deutsch und Französisch gewählt werden. Seit 1997 besteht die Möglichkeit, das International Baccalaureate zu machen; seit 2001 kann das Deutsche Sprachdiplom erworben werden.

## Direktoren und Lehrer
- Johann Gotthelf Lindner (1729–1776), 1755–1766 Rektor
- August Albanus (1765–1839), 1792–1804 Rektor
- Joseph Girgensohn (1848–1933), 1874–1890 Oberlehrer
- Eduard Haffner (1804–1889), 1860 Gründungsdirektor des Stadtgymnasiums
- Johann von Höveln (1601–1652), Mediziner, 1631 Gründungsprofessor des Akademischen Gymnasiums
- Bernhard von Hollander (1856–1937), Historiker, 1917–1919 Direktor
- Hermann Pflaum (1862–1912), Physiker, 1889–1906 Lehrer
- Arthur Poelchau (1845–1919), Historiker, seit 1876 Oberlehrer
- Hermann Samson (1579–1643), Geistlicher, 1631 Gründungsprofessor des Akademischen Gymnasiums
- Karl Gottlob Sonntag (1765–1827), 1788–1789 Rektor
- Georg Michael Telemann (1748–1831), 1773–1828 Kantor und Musiklehrer

## Absolventen
- Eriks Ādamsons (1907–1946), Schriftsteller
- Hermann Bergengruen (1872–1919), Pastor und Märtyrer
- Liborius Depkin (1652–1708), Theologe, Dichter und Sprachforscher
- Tomass Dukurs (* 1981), Skeleton-Fahrer
- Indulis Emsis (* 1952), Biologe und Politiker, ehemaliger Ministerpräsident und Parlamentspräsident Lettlands
- Jānis Endzelīns (1873–1961), Linguist
- Māris Gailis (* 1951), Politiker, lettischer Ministerpräsident (1994/95)
- Armin von Gerkan (1884–1969), Klassischer Archäologe
- Ivars Godmanis (* 1951), Politiker, 1990–1993 und 2007–2009 Ministerpräsident Lettlands
- Karl Ludwig Grave (1784–1840), Geistlicher und Pädagoge
- David Hieronymus Grindel (1776–1836), Arzt, Pharmazeut, Chemiker und Botaniker
- Eugen von Grosschopff (1893–1941), Arzt, Psychotherapeut und Schriftsteller
- Otto Robert von Grünewaldt (1870–1933), Graphiker und Zeichner
- Kārlis Hūns (1831–1877), Genremaler
- Gustav Heinrich von Igelström (1695–1771), livländischer Landmarschall
- Heinrich Johann von Jannau (1753–1821), Publizist, Autor von Sitten und Zeit
- Walter Kikuth (1896–1968), Tropenmediziner
- Walter Lange (1904–1980), Richter, Jäger und Studentenhistoriker
- Emilis Melngailis (1874–1954), Komponist
- Paul Mintz (1868–1941), Jurist und Minister
- Karl Eduard von Napiersky (1793–1864), Literaturhistoriker
- Paul Freiherr von der Osten-Sacken (1880–1934), deutsch-baltischer Historiker und Archivar
- Wilhelm Ostwald (1853–1932), Chemiker, Nobelpreisträger
- Friedrich Parrot (1792–1841), Naturforscher und Forschungsreisender, 1829 Erstbesteiger des Ararat
- Hermann Pflaum (1862–1912), russischer Physiker, Naturforscher, Pädagoge und Hochschullehrer deutsch-baltischer Herkunft
- Jānis Pliekšāns (Rainis) (1865–1929), Dichter, Dramatiker, Übersetzer und Politiker
- Mārtiņš Pļaviņš (* 1985), Beachvolleyballspieler
- Māris Purgailis, (1947–2022), Politiker, 1994–1997 Bürgermeister von Riga
- Einars Repše (* 1961), Politiker, 2007–2009 Ministerpräsident Lettlands
- Johann Joachim Rolssen (1751–1841), Bürgermeister von Riga
- Pēteris Stučka (1865–1932), Jurist und Politiker
- Kārlis Šadurskis (* 1959), Mathematiker und Politiker
- Gottlieb Franz Emanuel Sahmen (1789–1848), Mediziner
- Hermann Samson (1579–1643), Geistlicher
- Alexander Nicolaus Scherer (1772–1824), Chemiker
- Helmuth Stegman (1892–1983), Politiker und Jurist
- Ludwig Stieda (1837–1918), Anatom in Dorpat und Königsberg
- Hermann Stillmark (1860–1923), Pharmakologe
- Heinrich Friedrich von Storch (1766–1835), Ökonom, Schriftsteller, erster Vizepräsident der Akademie der Wissenschaften in St. Petersburg
- Gotthard Tobias Tielemann (1773–1847), Schriftsteller und Bibliothekar
- Ferdinand von Uexküll-Güldenband (1890–1939), Journalist und Minderheitenpolitiker
- Arthur Walter (1860–1919), evangelisch-lutherischer Geistlicher und Bekenner